# Шлезингер, Владимир Георгиевич
Владимир Георгиевич Шлезингер (26 мая 1922 — 16 апреля 1986, Москва) — советский актёр, режиссёр, педагог. Заслуженный деятель искусств РСФСР (1976).

## Биография
Окончил Театральное училище имени Б. В. Щукина в 1945 году, курс Б. Е. Захавы, Ц. Л. Мансуровой. В том же году принят в труппу театра имени Евгения Вахтангова. Впоследствии преподавал в Театральном училище имени Б. В. Щукина, был заведующим кафедры «Мастерство актёра».
Один из самых популярных театральных режиссёров Советского Союза, поставил и сыграл в большом количество великолепных спектаклей — несколько десятков ролей и постановок. Мастер как комедийного («Принцесса Турандот», «Мещанин во дворянстве»), так и драматического жанров. Ведущий режиссёр театра имени Вахтангова периода его расцвета.
Скончался 16 апреля 1986 года на 64-м году жизни в Москве. Похоронен на Введенском кладбище (5 уч.).

## Творчество
Театр имени Е. Б. Вахтангова

### Роли
1. 1936 — «Много шума из ничего» — Антонио
2. 1937 — «Человек с ружьём» — меньшевик
3. 1943 — «Слуга двух господ» — Труфальдино
4. 1950 — «Отверженные» — офицер
5. 1951 — «В середине века» — Томсон, Скотт
6. 1952 — «Два веронца» — хозяин гостиницы
7. 1954 — «Горя бояться — счастья не видать» — Сенатор
8. 1956 — «Фома Гордеев» — Жан Звонцов
9. 1956 — «Шестой этаж» — Роберт
10. 1957 — «После разлуки» — Годлевский
11. 1958 — «Гамлет» — Озрик
12. 1959 — «Маленькие трагедии» — слепой скрипач
13. 1962 — «Живой труп» — офицер в суде
14. 1963 — «Дундо Марое» — Влахо
15. 1963 — «Принцесса Турандот» — Альтоум, Труфальдино, Панталоне
16. 1960 — «Дамы и гусары» — Пан Казик
17. 1969 — «Мещанин во дворянстве» — учитель философии
18. 1965 — «Западня» — Лорилле
19. 1970 — «Артём» — Филлер
20. 1971 — «Антоний и Клеопатра» — египтянин

### Режиссёрские работы
1. «Необыкновенное лето»
2. «Приключения Гекльберри Финна»
3. «Шестой этаж»
4. «Принцесса Турандот» — восстановление спектакля (вместе с Р. Симоновым)
5. «Западня»
6. «Дион»
7. «Мещанин во дворянстве»
8. «Будьте здоровы»

### Роли в кино
1. 1969 — «Король-олень» — Панталоне, второй министр
2. 1973 — «Райские яблочки» — профессор

## Признание и награды
- Заслуженный деятель искусств РСФСР (1976)

## Память
В 2023 году в издательстве «Театралис» вышла книга Марины Райкиной «Чудо по имени Шлезингер».